# Adrienne-Madeleine Dusillet
Adrienne-Madeleine Dusillet (Dola, 1690 - Dola, 28 de febrero de 1770) fue una monja francesa bernardina que escribió numerosos textos tanto de historia como de fábulas infantiles en la Francia del siglo XVIII.

## Biografía
Adrienne-Madeleine Dusillet nació en 1690 en la ciudad francesa de Dola durante el reinado de Luis XIV «el Rey Sol» y la Guerra de los Nueve Años, si bien la región del Franco Condado quedó alejada de la misma.
Adrienne-Madeleine provenía de una familia de la nobleza menor francesa, unos antepasados suyos, Antoine y Carle Dusillet se distinguieron durante la Guerra de los Treinta Años, llegando Carle a ser nombrado comandante del castillo de Rahon, cerca de Dola. El padre de Adrienne-Madeleine, era consejero en la Cámara de Comptos. Se sabe que Adrienne-Madeleine recibió una educación sólida y fue educada igualmente en los valores cristianos, razón por la cual ingresaría muy joven en la orden de las bernardina (seguidoras de Bernardo de Claraval).
Adrienne-Madeleine Dusillet fue monja de la Abadía de Nuestra Señora de Ounans (en francés: Abbaye Notre-Dame d'Ounans), una abadía cisterciense de Ounans que se desplazó a Dola en 1595, donde la acabarían llevando las bernardinas y el lugar comenzaría a ser conocido como Claustro o Convento de Damas de Ounans (en francés: Cloître des Dames d'Ounans o Couvent des Dames d'Ounans).
A lo largo de su vida monacal, la hermana y más tarde madre abadesa Adrienne-Madeleine Dusillet desarrollaría una prolífica obra escrita entre las que se incluían Des Fables en vers (en francés: Las fábulas en verso), sobre historias de fábulas infantiles de su región o Histoire des Dames d'Onans (en francés: Historia de las Damas de Onans), un compendio simplificado sobre la historia concerniente a su abadía que ocupaba cuatro tomos.

## Obras
- Des Fables en vers (año desconocido)
- Notes et mémoires pour servir à l'histoire du monastère de Notre-Dame d'Onans, recueillis des anciens titres, cette année 1748 conocido también como Histoire des Dames d'Onans (1748)[5]